# 香港中文大學（深圳）
香港中文大学（深圳）（英語：The Chinese University of Hong Kong, Shenzhen，縮寫：或），简称港中大（深圳）或港中深，在香港亦常称中大（深圳）或“深圳中大”，是一所位于中华人民共和国广东省深圳市，经教育部批准按《中外合作办学条例》设立的综合性研究型大学。
根據香港中文大學的定位，港中大與港中大（深圳）是“一個品牌，兩個校園”。兩校均由香港中文大學教務委員會監管，學術架構和課程設計相同，但是彼此獨立招生。港中大（深圳）的畢業生獲頒香港中文大學的學位，及香港中文大學（深圳）的畢業證書。
目前，港中大（深圳）设有经管学院、理工学院、人文社科学院、数据科学学院、医学院、音乐学院、公共政策学院、人工智能學院共8个学院；另设有研究生院。港中大（深圳）承袭港中大的书院制传统，目前共有8所成员书院，分别为逸夫书院、学勤书院、思廷书院、祥波书院、道扬书院、厚含书院、永平书院和第八書院。
港中大（深圳）校园位于龙岗区深圳国际大学园，分为上园、中园、下园三个部分。截止2024年5月，总占地面积约133万平方米，建筑面积约67万平方米。港中大（深圳）錄取生源質量在广东省及中国中外合办高校中長期位居前列。截止2024年3月，共有10,000多名學生就讀，其中本科生6,600余人、硕士及博士生3,400余人。

## 大學辨識

### 校徽
香港中文大学（深圳）使用香港中文大学校徽。港中大校徽以盾形与「雙色回頭鳳」設計，盖自汉代以来之中国神话中，凤即被视为「南方之鸟」，且素为高贵、美丽、忠耿及庄严之象征。紫与金为港中大校色，取意在紫象征热诚与忠耿，金象征坚毅与果敢。

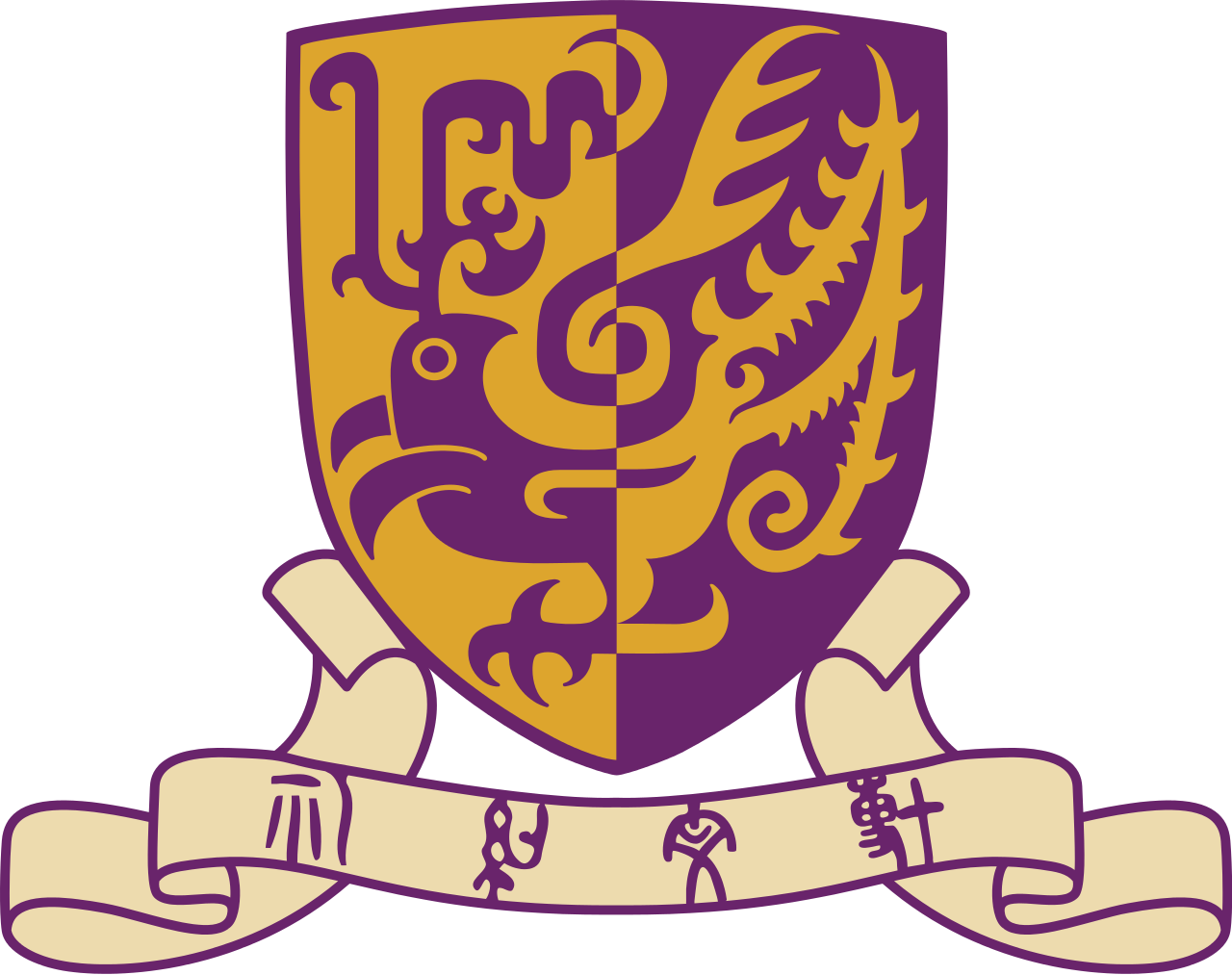
香港中文大学校徽
包含校徽、校名全称的香港中文大学（深圳）标志

### 校训
香港中文大学（深圳）使用香港中文大学校训。港中大校训为「博文约礼」，意为知识深广、遵守礼仪。语出于《论语》雍也篇：「子曰：君子博学于文，约之以礼，亦可以弗畔矣夫」，为孔子之主要教育规训。

## 歷史

### 建立背景

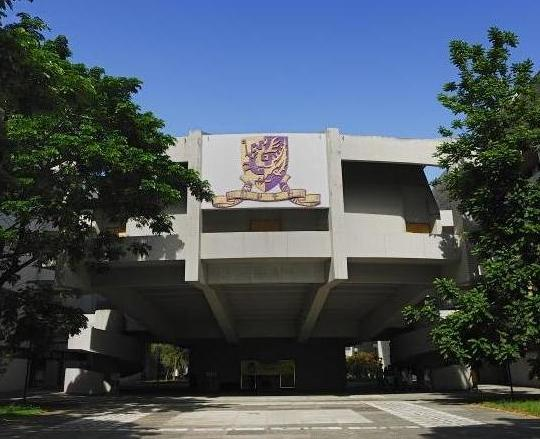
香港中文大學（2011年）

香港中文大學（以下简称「港中大」）成立于1963年，由最早的三所獨立书院新亞書院、崇基學院与聯合書院聯合組成。早至1970年代末，港中大便与中国内地多所大学及机构合作，进行研究及举办合办课程。进入21世纪后，合作更趋深入广泛，先后建立了中国科学院深圳先进技术研究院（與中國科學院合作）和香港中文大學深圳研究院。與此同時，慨於珠三角地區高等教育發展與其發達的經濟水平不匹配，時任香港中文大學校長劉遵義與分管內地事務的副校長徐揚生認為深圳需要建立一所「一流的国际化大学」，並希望引用港中大的模式辦學，兩人隨後開始與廣東省及深圳市政府接觸並洽談。2009年，香港中文大学校董會成立專責小組探討在深圳設立校園的可行性，但前提是维持与港中大同等學術质量。2010年，副校長徐扬生代表香港中文大学与深圳市人民政府及教育局探讨在深圳建立分校的可行性:11。最初，港中大傾向於在深圳獨立建立大學。不過，由於《中華人民共和國中外合作辦學條例》禁止中國境外（含港澳台）組織在中國境內獨立設立教育機構，港中大與深圳市政府最終決定合办一所大學，由香港中文大学与深圳大学合作設立:11。

### 籌建階段
2010年2月6日香港中文大學與深圳市人民政府正式簽訂教育合作備忘錄，研議建立香港中文大學深圳學院。2011年3月12日，深圳市政府与香港中文大学在北京钓鱼台国宾馆簽訂合作框架協議，同意筹建香港中文大學深圳学院。根據協議大學將选址龙岗区大运城附近，深圳市政府将划出约100公顷土地供深圳学院免费使用，并承诺按照深圳相关高校标准给予办学补贴。最初，時任深圳市長许勤对使用「香港中文大學深圳學院」作為合辦大學的校名表示异议，認為這會被人誤解為香港中文大学的二级学院。而港中大亦否決了使用「深圳香港中文大學」作為校名，希望能夠「最大限度地传承和延续香港中文大学的办学理念和教学方法。在校务主导上，以香港中文大学为主，而非合办的深圳大学。」經過多番讨论后，教育部特批学校命名为「香港中文大学（深圳）」，由此成為當時中國内地所有中外合办大学中唯一例外的命名。:12
2011年7月4日，香港中文大学與深圳大學正式簽署合作協議。2012年，教育部批准籌建香港中文大學（深圳），并于同年10月11日在深圳市龍崗區校址舉行批籌暨啟動校區開工儀式。
2013年3月，香港中文大学与深圳市人民政府签订详细办学协议，并组成香港中文大学（深圳）理事会，由港中大與深圳大學各委任八人組成，港中大校长沈祖堯出任理事会主席。同年7月31日，香港中文大学（深圳）理事会宣布聘任港中大副校长徐扬生教授为香港中文大学（深圳）首任校长，任期4年，自8月1日起生效，徐教授并于同日辞任港中大副校长。

### 大學成立
2014年3月21日，中国教育部正式致函广东省人民政府，同意批准设立香港中文大学（深圳）；9月2日，港中大（深圳）举行开学典礼，迎来第一批学生313名，同时批准设立首批本科：市场营销、国际商务和经济学；9月2日，港中大（深圳）举行开学典礼，迎来第一批学生313名。首届硕士研究生于2016年11月19日毕业，首届本科生于2018年5月20日毕业，首届博士研究生于2020年11月21日毕业。
2017年1月12日，深圳市人民政府依托港中大（深圳）经管学院设立深圳高等金融研究院；4月10日，港中大（深圳）成立瓦谢尔计算生物研究院、科比尔卡创新药物与转化医学研究院，分别由诺贝尔化学奖得主阿里耶·瓦谢尔教授和布莱恩·科比尔卡教授领衔。
2020年8月，港中大（深圳）成立音乐学院，以此基础筹建深圳音乐学院；9月，与深圳市卫健委、港中大合作举办香港中文大学（深圳）医院；12月，与龙岗区人民政府签订合作协议，共建大运深港国际科教城。2021年1月，与龙岗区人民政府签订合作办学协议，共同建设港中大（深圳）附属教育集团及4所附属中小学校；8月，医学院成立，由港中大（深圳）与港中大和深圳市人民政府共建；9月，与深圳市大数据研究院共建深圳国际工业与应用数学中心；12月，与龙岗区人民政府签订合作协议，确定以龙岗区人民医院为基础建设香港中文大学（深圳）附属第二医院。
2025年2月13日，人工智能學院成立。

## 学术

### 教學
香港中文大學（深圳）采用香港中文大学的学术质量监控以及学位颁授标准，由港中大教务会负责审批和监督港中大（深圳）的所有学位课程，并指导及管理授课和教学有关事宜。 根据《香港中文大学学生学则》，香港中文大学（深圳）的在读学生可以“境外学生”身份于香港中文大学注册学籍。達到畢業要求的學生，獲得由港中大頒發的学位，以及港中大（深圳）颁发的毕业证书。
港中大（深圳）以英文为主要教学语言，部分通识课程和中文课等会以中文（普通话）教学。

### 研究
截止至2022年10月，香港中文大学（深圳）设有诺贝尔奖科学家实验室、图灵奖科学家实验室、机器人与智能制造国家地方联合工程实验室、深圳市大数据研究院、深圳高等金融研究院、深圳数据经济研究院、前海国际事务研究院等科研创新平台、创新创业基地等约70个研究平台，获批建设资金合计约30亿元。。

### 师资
香港中文大学（深圳）的师资按照香港中文大学的标准面向全球招聘，目前所有教师均具有境外求学或教学经历，且毕业于全球知名高校。
截至2022年10月，香港中文大学（深圳）共有520余名学者和研究人员，其中包括诺贝尔奖得主4名、图灵奖得主2名、菲尔兹奖得主1名，各国院士近30名，电气电子工程师学会（IEEE）、工业与应用数学学会（SIAM）、运筹学和管理学研究协会（INFORMS）、计算机协会（ACM）等国际知名专业技术协会会士近40名。

### 排名
據港中大與港中大（深圳）于2023年表示，「由於辦學時間尚短，香港中文大學（深圳）並未提供數據參與任何類別的大學排名」。因此多數國際大學排行榜（如QS世界大学排名、U.S. News全球大學排行榜、泰晤士高等教育世界大學排名）未對香港中文大学（深圳）進行獨立排名。目前，港中大（深圳）僅在软科世界大学学术排名有獨立的綜合性世界排名，並在其中国合作办学大学排名中長年位居第一。此外，港中大（深圳）的個別項目參與了學科性排名。例如，香港中文大學（深圳）數據科學碩士項目（Master of Science in Data Science）在QS商科碩士（商業分析）2024排行榜中，位列中国第1、亚洲第3、全球第32。
2023年7月，港中大和港中大（深圳）曾發表聯合通告稱，正考慮安排後者將來獨立參與年輕大學排名榜等排名或兩校「聯合排名」。有關論述曾一度引發爭議。
2024年，港中大（深圳）官網顯示「香港中文大学在2025年QS世界大学排名中位列第36名」。目前，QS世界大学排名2026将港中大和港中大（深圳）合并排名。

## 招生

### 國內招生
香港中文大学（深圳）在中国大陆的本科生招生方式主要有普通高考提前批招生、综合评价招生、艺术类招生三种。其中，综合评价招生面向广东、浙江、上海、山东、福建及江苏6个省（市）。音乐学院则采用艺术类招生政策。截止2023年，港中大（深圳）已連續8年位居廣東省高校中高考錄取分數線第一位。其本科生生源质素多位列所招省份前1%。其中，2024年港中大（深圳）在廣東省高考錄取者位居理科前0.3%、文科前0.2%。

### 港澳台招生
2024年起，港中大（深圳）通過港澳台聯考招收香港、澳門和臺灣籍學生，以及臺灣大學學科能力測驗成績招收台灣學生。2024年，招收第一批港澳台生約20人。據校方表示，2025年起，香港學生得以香港中學文憑考試（DSE）成績申請入讀港中大（深圳）；澳門學生得以“中國內地普通高校聯合招收澳門保送生”考試入讀港中大（深圳），亦可以得以澳門四校聯考成績申請入讀港中大（深圳）。

## 院系专业
截止至2025年2月，香港中文大学（深圳）设有经管学院、理工学院、人文社科学院、数据科学学院、医学院、音乐学院、公共政策学院、人工智能學院8个学院，以及研究生院，开设26个本科专业、22个授课型研究生专业和17个研究型研究生专业，覆盖人文学科、社会科学、管理学、理学、工学、医学、艺术学等学科门类。
| 学院         | 本科专业                                                                                           | 研究生专业（授课型） | 研究生专业（研究型） |
| ------------ | -------------------------------------------------------------------------------------------------- | --- | --- |
| 经管学院     | - 经济学 - 会计学 - 金融学 - 金融工程 - 国际商务 - 市场营销                                        | - 经济学（理学硕士） - 会计学（理学硕士） - 金融学（理学硕士） - 管理学（理学硕士） - 市场学（理学硕士） - 信息管理与商业分析（理学硕士） - 金融学（高级管理人员工商管理硕士） | - 经济学（哲学硕士-哲学博士） - 会计学（哲学硕士-哲学博士） - 金融学（哲学硕士-哲学博士） - 市场学（哲学硕士-哲学博士） - 信息管理与商业分析（哲学硕士-哲学博士）             |
| 理工学院     | - 数学与应用数学 - 物理学 - 化学 - 材料科学与工程 - 新能源科学与工程 - 电子与计算机工程 - 金融工程 | - 通信工程（理学硕士） - 供应链与物流管理（高级管理人员理学硕士） | - 数学（哲学硕士-哲学博士） - 物理学（哲学硕士-哲学博士） - 计算机与信息工程（哲学硕士-哲学博士） - 材料科学与工程（哲学硕士-哲学博士） - 能源科学与工程（哲学硕士-哲学博士） |
| 人文社科学院 | - 英语 - 翻译 - 应用心理学 - 城市管理 - 国际组织与全球治理                                         | - 翻译（笔译/口译）（文学硕士） - 同声传译（文学硕士） - 中国语言文学（文学硕士） - 应用心理学（理学硕士） - 计算社会科学（理学硕士） - 全球研究（文学硕士）                   | - 翻译（哲学硕士-哲学博士） - 应用心理学（哲学硕士-哲学博士） - 计算社会科学（哲学硕士-哲学博士） - 全球研究（哲学硕士-哲学博士）                                             |
| 数据科学学院 | - 统计学 - 数据科学与大数据技术 - 计算机科学与技术 - 金融工程                                      | - 数据科学（理学硕士） - 人工智能与机器人（理学硕士） - 金融工程（理学硕士）                                                                                                   | - 数据科学（哲学硕士-哲学博士） - 计算机科学（哲学硕士-哲学博士） |
| 医学院       | - 临床医学 - 生物科学 - 生物医学工程 - 生物信息学 - 药学                                           | - 生物信息学（理学硕士） | - 生物科学（哲学硕士-哲学博士） - 生物医学工程（哲学硕士-哲学博士） |
| 音乐学院     | - 音乐学 - 音乐表演 - 作曲与作曲技术理论                                                           | - 音乐表演（文学硕士） - 作曲与作曲技术理论（文学硕士） | |
| 公共政策学院 | | - 公共政策（文学硕士） - 城市学（社会科学硕士） | |
| 人工智能学院 | - 人工智能（擬開設）                                                                               | | - 人工智能（哲學碩士-哲學博士）（擬開設） |

此外，港中大（深圳）与港中大合办“2+2”双主修本科课程，学生将于两校园各修读两年，毕业时将获颁香港中文大学学士学位，列明两个主修专业。两校联合开设“国优计划”教育硕士课程，学生将分别在两校各学习一年。
2024年，香港中文大學（深圳）與美國哥倫比亞大學簽署協議合作培養高端人才，即 “哥伦比亚大学3+2项目” 。根據協議，兩校將在工程和應用科學各個領域開展本科和研究生銜接培養，學生在港中大（深圳）完成本科三年學習，之後將赴哥伦比亚大学工程学院交流學習一年並在第五年直升哥大工程學院碩士項目。達到畢業要求的學生可在五年內獲得香港中文大學學士學位和哥倫比亞大學碩士學位。

## 书院制度
香港中文大學（深圳）繼承了香港中文大學的书院制度傳統，共有八所书院（College），分别为逸夫書院、学勤书院、思廷书院、祥波书院、道扬书院、厚含书院、永平書院和第八書院。其中永平书院为研究生书院。
每个港中大（深圳）的全日制学生及教職人員都隶属于一所书院。所有書院均為全宿制書院，學生在校學習期間生活居住在書院。每個書院有各自的章程和書院文化，有完善的組織管理架構，設有董事會、院務委員會、管理委員會及各類活動、獎懲等各專職委員會；每間書院聘有一名專職院長，每棟宿舍樓有一名舍監入住，每層樓至少有一名導師（由在读研究生或大学在职行政人员担任）。
与港中大相比，港中大（深圳）的书院同樣為非独立学院，不負責學科教育，以非形式全人教育為理念，提供多元課外活動和社會服務機會等。但與前者不同的是，港中大（深圳）的書院制面向全校學生，因此研究生亦有所屬書院。而本科生入學時無書院意願填寫環節，因此不存在面試，由學校隨機分配至不同書院。此外，各書院並無獨立於大學的學生會。

## 管治架構
港中大（深圳）采用理事会领导下的校长负责制。理事会为大学的最高权力机构，並擁有最終決策權。理事会成員共16人，香港中文大学、深圳大学各推荐八名理事，理事长由香港中文大学校长出任:11。校长向理事会负责，每届任期四年，可连任:11。

### 大学理事会
- 理事长：盧煜明（香港中文大学校长）
- 成员：李清泉、陈伟仪、程伯中、高文、林伟雄、李学金、梁定邦、潘伟贤、宋春山、唐杰、涂辉龙、徐晨、徐航、张来武、徐扬生

### 大学主管人员
- 校长：徐扬生
- 副校长：罗智泉（学术）、朱世平（外事及学生事务）、阮健骢（行政）
- 协理副校长：李学金（研究事务）、蔡小强（教育及港中大事务）、王丛（学生事务）、黄建伟（拓展事务）、卢国师（行政）

### 歷任校長
| 任 | 肖像 | 校長        | 上任          | 卸任 | 備註                           | 参考   |
| -- | ---- | ----------- | ------------- | ---- | ------------------------------ | ------ |
| 1  |      | 徐揚生 教授 | 2013年 8月1日 | 現任 | 中国工程院院士、深圳市政協常委 | [ 68 ] |

## 校园
港中大（深圳）校园位于深圳市龙岗区深圳国际大学园，背靠神仙岭，毗邻大运公园，由盐龙大道两侧地块组成。校址前身为专为深圳大运会而设的大运文化园、大运会射击场、以及邻近空地。校园建设项目总用地面积约1500亩，拟建设校舍面积为336,345平方米。第一期校园占地约100万平方米。目前，第二期校园建设正在进行，待医学院、音乐学院等建筑完工后，校园总建筑面积预计将达到133万平方米。

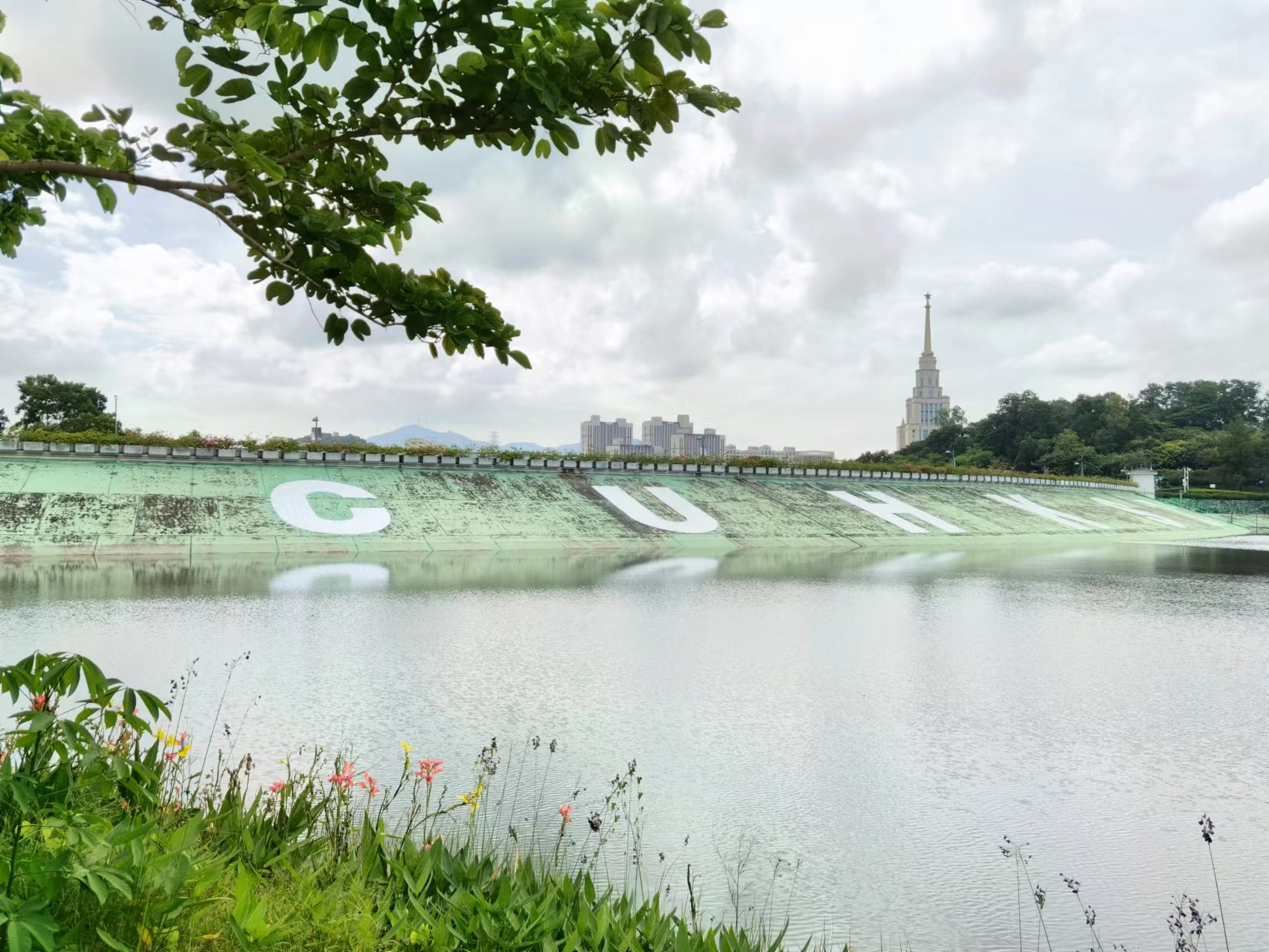
神仙湖

港中大（深圳）校园内主要建筑沿着城市街廓配置，远离山体，以求维持自然生态的完整性。建筑以“山-林-院”三个平行的线性空间展开：礼堂、行政楼、图书馆、学生中心以及书院沿着山麓，以序列单体建筑的形式展开，衬托山体并保持校园空间和山体的联系。教学大楼以交叉院落形式沿城市街廓形成半通透的屏障。校园中央设计有宽广的林荫中轴，一方面延续了杰斐逊校园绿地中轴的空间传统，另一方面将对称轴线转化为非对称的自然绿地，连接了校园西侧的山体生态。
大学校园分为上园、中园、下园三个部分，上园目前主要包括学勤书院、思廷书院、祥波书院、道扬书院、教职员宿舍及服务中心等配套设施。下园规划主要包括道远楼、知新楼、乐天楼、诚道楼、志仁楼、行政楼、大学图书馆、黄宜弘梁凤仪伉俪图书馆、教学楼（A、B、C、D）、科研实验楼（A、B，當中B座名為涂輝龍樓）、逸夫国际会议中心、体育馆、学生活动中心及逸夫书院等。

## 附屬机构

### 附属医院
- 香港中文大学（深圳）医院：位于龙岗区坂田街道，目前正在建设中，预计于2026年12月31日前正式开业。
- 香港中文大学（深圳）附属第二医院：即深圳市龙岗区人民医院，位于龙岗区中心城。
- 香港中文大学（深圳）耳鼻咽喉头颈外科医院：即深圳市龙岗区耳鼻咽喉医院。

### 附属学校
香港中文大学（深圳）基础教育集团成立于2021年，目前运营及建设8所附属中小学校及幼儿园。
- 附属明德实验高中：，位于福田区梅林片区，由深圳明德实验学校（集团）与香港中文大学（深圳）基础教育集团共建于2025年[71]。
- 附属知新学校：位于龙岗区龙城街道，为九年一贯制学校。前身为2003年创办的龙岗区福安学校，2021年改建为现学校。[72]
- 附属道远学校：位于龙岗区龙城街道，为九年一贯制学校。前身为龙飞学校，2022年改建为现学校。[73]
- 附属礼文学校：位于罗湖区东湖街道，为九年一贯制学校，于2022年9月开学。[74]
- 附属时进学校：位于龙岗区园山街道，为九年一贯制学校。目前正在建设中，开学时间未定。[75]
- 附属彩田学校：位于福田区莲花街道，为九年一贯制学校。前身为2003年创办的福田区彩田学校，2024年移交港中大（深圳）基础教育集团。[76]
- 附属山海学校：位于盐田区盐田街道，为九年一贯制学校。于2023年9月首次招生。[77]
- 附属幼儿园：位于香港中文大学（深圳）上园P栋，是一所全日制公办幼儿园，由深圳市龙岗区机关幼儿园举办。[78]

## 相關事件

### 學位證書爭議
香港中文大学（深圳）的学生在入學時會自動注册成为香港中文大学的学生，畢業時獲頒香港中文大學学位證书（注明「深圳」字樣以作區別）与獲中國教育部批准的香港中文大學（深圳）毕业证书（学历证书）。
不过，在港中大（深圳）建校初期，曾有传言称该校毕业生将获得与港中大毕业生完全相同的学位证书，中大學生因此擔憂其學位「貶值」。对此，港中大學生會會長陳詠智指出，根据1963年香港立法局通過的《香港中文大學條例》，港中大畢業生至少要在港中大校園修讀過兩年方可獲頒學位，而港中大（深圳）學生從未在香港修讀，因此其畢業生按理不能獲頒港中大畢業證書。

### 「共享排名」風波
2023年7月25日，香港中文大學（深圳）与香港中文大學发表了一份「聯合通告」，通告表示「我們正在考慮，香港中文大學（深圳）將來或者獨立參與年輕大學排名榜等排名」
。然而，兩校各自所發佈通告内容有一定出入。在港中大（深圳）的通告中，多出了「或者和香港中文大學合併數據，聯合排名」一句。此通告受到港中大的中国内地學生質疑，進而連署抗議。及後，该通告遭移除。港中大在7月29日發表聲明稱「沒有改變參與世界大學排名的方式」亦「未有考慮作出任何改變」，同時強調將「致力於在『一個品牌，兩個校園』的框架下積極推動兩個校園間的進一步合作」。
2024年，香港有線新聞向港中大（深圳）校長徐揚生提及去年排名爭議風波，對方解釋，大學成立至今10年，但排名需要更長時間去計算。他同時強調：「我們的師資條件也好，我們教師、教學條件也好，我們學生、研究的質量也好，我們其實是水平蠻高的，我們不會輸給其他學校的，所以從長期來說，排名其實對香港有幫助的。」據《香港經濟日報》報導，港中大（深圳）協理副校長蔡小強向傳媒否認兩校有「聯合排名」，表示深圳分校目前未有參與QS等國際機構排名，但不排除排名機構可能在採集數據時，將兩校計算在內。他又說，不排除在合適時候向機構提供數據參與排名，但暫無時間表。

### 學術自由争议
香港中文大学（深圳）自辦學起，其學術自主一直備受關注。辦學籌備期間，時任港中大（深圳）理事長、中大校長沈祖堯曾承诺港中大（深圳）将民主治校、尊重學術自由，营造宽松学术环境，保障獨立思考，并表示不擔心學校被「染紅」，更爭取不開設黨委。他甚至明確表示，在即將設立的深圳校區有關六四天安門的討論將不會被視為禁忌話題。2013年，時任香港中文大學副校長徐揚生（之後成為港中深的創校校長）在回應《紐約時報》查詢的一封郵件中寫道，在深圳校區，學術自由「似乎不會」（"would not likely"）是個問題。同時表示協議中「有保護學術自由的條款」（"expressed provision for academic freedom to be protected"），但並未透露細節。
然而，隨著時間推移，建校後校方开始逐漸設立黨委、黨校、黨支部等黨組織，引發外界对其学术自由承诺的質疑。對此，港中大（深圳）發言人未作出正面回應，僅稱中外合辦大學「有別於一般內地大學由黨委領導的管理方式」，且表示其「民主管理學校，充分尊重學術自由」。不過，有自稱是港中大（深圳）校友的人士在2019年發帖，指「黨校不屬於大學管轄，亦不屬教務處規定的學生教育範疇」。但是該貼亦稱「（學校）團委已取得對現時大學學生會的管理權，中大（深圳）學生會成員的選舉均由團委決定；部份關注社會的通識課程亦被取消，亦有台灣及外國教職員被警告或勒令停課。」
另據《明報》報導，港中大（深圳）建校初期原擬採用港中大的VPN供學生上網，但校方最終「妥協」採用內地的VPN，意味著學生只能瀏覽經過政治審查的訊息。

### 會計學系擬推行「班主任計劃」
港中大（深圳）校方於2025年2月宣布，擬對23、24級會計學本科學生推出類似中國內地體制內高校的「班主任計劃」，所有學生按照50人一班隨機分組，配備一名班主任和四名副班主任以及一名輔導員。並選舉班長和秘書長，組織活動、促進互幫互助等。此舉引發大量學生不滿，質疑學校「內地化」趨勢嚴重。根據李老師不是你老師引述校內人士說法，校方後續在計劃的部分具體執行上做出讓步，但亦未對「班主任計劃」的後續存留與否做出保證。《Yahoo 新聞》向港中大（深圳）查證，對方稱網路傳言「不屬實」，（經管）學院只是將在近期舉行一個師生座談活動，以年級為單位，學生可自願決定是否參加。

## 外部連結
- 香港中文大學（深圳） （页面存档备份，存于）
- 香港中文大學 （页面存档备份，存于）
- 香港中文大學深圳研究院 （页面存档备份，存于）